# Toddalioideae
Toddalioideae es una subfamilia de plantas de flores perteneciente a la familia Rutaceae.

## Géneros
- Acronychia - Amyris - Casimiroa - Phellodendron - Ptelea - Skimmia - Toddalia - Vepris